# Henryk Woźniak (Radsportler)
Henryk Woźniak (* 14. Oktober 1946 in Sieradz; † 3. März 1994 in Kraków) war ein polnischer Radrennfahrer und nationaler Meister im Radsport.

## Sportliche Laufbahn
Woźniak war im Straßenradsport aktiv. Sein erster größerer Erfolg war 1964 der Sieg im Etappenrennen Dookoła Mazowsza. 1966 konnte er diesen Erfolg wiederholen. Dazu kamen drei Etappensiege in der Polen-Rundfahrt. Auch 1967 gelang ihm der Sieg in dieser Rundfahrt. Weiterhin gewann er das Rennen Małopolski Wyścig Górski, ebenfalls ein Etappenrennen. 1970 wurde er beim Sieg von Radoš Čubrić Zweiter der Jugoslawien-Rundfahrt (Dritter war Hennie Kuiper) und 9. im britischen Milk-Race.
1967 wurde er mit dem Vierer von Legia Warschau polnischer Meister im Mannschaftszeitfahren. Einen weiteren Meistertitel Polens gewann er 1972 im Querfeldeinrennen. 1967 wurde er bei den UCI-Straßen-Weltmeisterschaften 22. im Einzelrennen und 7. im Mannschaftszeitfahren, 1970 dann 62. im Einzelrennen.